# Jurnalul unui puști (film)
Jurnalul unui puști (eng. "Diary of a Wimpy Kid") este un film american pentru copii, apărut în 2010 și este regizat de Thor Freudenthal. Filmul este bazat pe cartea Jurnalul unui puști de Jeff Kinney. În distribuția filmului întâlnim actori precum: Zachary Gordon, Rachael Harris, Steve Zahn și Chloë Grace Moretz. Filmul a avut încasări de 75,5 milioane de dolari la un buget de 15 milioane de dolari. Este singurul film din serie regizat de Thor Freudenthal, care a fost înlocuit de David Bowers celelalte filme. Filmul a fost lansat în pe 19 martie 2010 de către 20th Century Fox.

## Legături externe
- Site web oficial
- Jurnalul unui puști la Internet Movie Database
- Jurnalul unui puști (film) la Allmovie
- Jurnalul unui puști la Box Office Mojo
- Jurnalul unui puști (film) la Rotten Tomatoes